# لیوینگستون (کارولینای جنوبی)
لیوینگستون (به انگلیسی: Livingston) شهری در ایالت کارولینای جنوبی کشور ایالات متحده آمریکا است که جمعیت آن در سرشماری سال ۲۰۱۰ میلادی، ۱۳۶ نفر بوده‌است.